# Зграда Карла Хелмболда („Шехерезада”)
Зграда Карла Хелмболда („Шехерезада”) подигнута је 1900. године у главној улици Зрењанина, улици краља Александра I Карађорђевића, у оквиру Старог градског језгра, као Просторно културно-историјске целине од великог значаја.
Ова кућа немачког златара протестантске вероисповести – Kарла Хелмболда (Велики Бечкерек, 1849 – 1919), не припада јеврејском градитељском корпусу, али је свакако настала под утицајем архитектуре синагоге, односно њене архитектонско – декоративног ансамбла. Због оријенталног изгледа и полихромне фасаде (преко десет боја) добила је име „Шехерезада”. Дуго је важило уверење да је подигао каменорезац Теодосије Тунер, чији је рад превазилазио оквире занатства и више спадао у домен уметности – вајарства, али он тек 1924. године постаје њен власник.
Kућа Хелмболда има другачију организацију унутрашњег простора – ово је прва зграда у центру града која је добила мезанин, односно међуспрат. Новина је и решење конструктивног склопа: челични стуб, који се протеже средином простора приземља и мезанина (између којих је лака дрвена конструкција), носи целокупну конструкцију првог спрата. Поред тога што је на овај начин омогућено формирање јединственог унутрашњег простора, ово решење се одразило и на композицију уличне фасаде: формирани су пространи отвори који имају облик потковичастог лука.
Изведена је према плановима Иштвана Барта, архитекте из Темишвара, једног од најзначајнијих пројектаната који је у Великом Бечкереку деловао у првој деценији 20. века. Остала Бартова остварења представљају врхунска дела архитектуре сецесије на просторима Војводине. Године 2009. изведени су радови на обнови фасада и кровног покривача. Зграда је сачувана у аутентичном изгледу.